# Saint-Rabier
Saint-Rabier település Franciaországban, Dordogne megyében. Lakosainak száma 560 fő (2022. január 1.). Saint-Rabier Nailhac, Azerat, La Chapelle-Saint-Jean, Châtres, Peyrignac, La Bachellerie, Sainte-Orse és Granges-d’Ans községekkel határos.

## Népesség
A település népessége az elmúlt években az alábbi módon változott:
| Lakosok száma | 576  | 580  | 573  | 539  | 598  | 597  | 585  | 579  | 579  | 560  |
|               | 1968 | 1982 | 1990 | 2006 | 2013 | 2015 | 2017 | 2019 | 2020 | 2022 |